# François Houzé de Saint-Paul
François Houzé de Saint-Paul, né le 20 février 1727 à Sedan (Ardennes), est un maréchal de camp de la Révolution française.

## États de service
Il entre en service en 1744, dans le régiment d’artillerie de La Fère. Il est fait chevalier de Saint-Louis, le 10 février 1763.
Il est nommé colonel le 22 mai 1788, et le 17 août suivant il est directeur du corps royal d'artillerie du département de la Mayenne et de Basse Normandie à Caen. Le 26 avril 1792, il est chef d’état-major de l’artillerie de l’armée du Rhin sous Luckner, et il est promu maréchal de camp le 16 mai 1792.
En août 1792, il rejoint l’armée des Princes, et il sert sous les ordres du général Manson comme commandant en second de l’artillerie de l'armée du prince de Condé.

## Sources
- (en) « Generals Who Served in the French Army during the Period 1789 - 1814: Eberle to Exelmans »
- Côte S.H.A.T.: 4 YD 3868
- Alex Mazas, Histoire de l'ordre royal et Militaire de Saint-Louis depuis son institution, jusqu'en 1830, Tome 1, Firmin Didot frère, Paris, 1860, p. 562.
- Commandant de Champflour, La coalition d’Auvergne, carnet du comte d’Espinchal, imprimerie Jouvet, Riom, 1899, p. 289-299